# Psectra wilhelmensis
Psectra wilhelmensis är en insektsart som beskrevs av Tim R. New 1989. Psectra wilhelmensis ingår i släktet Psectra och familjen florsländor. Inga underarter finns listade i Catalogue of Life.